# Blyxa senegalensis
Blyxa senegalensis är en dybladsväxtart som beskrevs av James Edgar Dandy. Blyxa senegalensis ingår i släktet Blyxa och familjen dybladsväxter. IUCN kategoriserar arten globalt som otillräckligt studerad. Inga underarter finns listade.